# Аменабельная группа
Аменабельная группа — локально компактная топологическая группа G, в которой возможно ввести операцию усреднения на ограниченных функциях на этой группе, инвариантную относительно умножения на любой элемент группы.

## История
Понятие было введено Джоном фон Нейманом в 1929 году под немецким названием «messbar» («измеримый»).
Мотивировкой послужил парадокс удвоения шара.
Изначальное определение было дано в терминах конечно-аддитивной инвариантной меры на подмножествах группы G.
В 1949 году Махлон Дэй ввёл в употребление термин аменабельный (от английского «послушный»),
которое закрепилось.

## Определение для локально компактных групп
Рассмотрим локально компактную хаусдорфову группу G с её мерой Хаара {\displaystyle \mu }.
Рассмотрим банахово пространство в L∞(G) ограниченных измеримых функций.
Определение 1. Линейный функционал Λ в Hom(L∞(G), R) называется усреднением, если Λ имеет норму 1 и неотрицателен, то есть f ≥ 0 почти везде влечёт Λ(f) ≥ 0.
Определение 2. Усреднение Λ в Hom(L∞(G), R) называется левоинвариантным (соответственно, правоинвариантным),
если Λ(g·f) = Λ(f) для всех g в G, и f в L∞(G) по отношению к левому (соответственно, правому) сдвигу g·f(x) = f(g−1·х)(соответственно, f·g(x) = f(х·g−1)).
Определение 3. Локально компактная хаусдорфова группа называется аменабельной, если она допускает левoинвариантнoe (или правоинвариантное) усреднение.

## Эквивалентные условия
- Наличие фиксированной точки. Любое действие группы аффинными преобразованиями на компактном выпуклом подмножестве сепарабельного локально выпуклого топологического векторного пространства имеет неподвижную точку.[источник не указан 1273 дня]
- Критерий Дэя. Существует последовательность интегрируемых неотрицательных функций φn с интегралом 1 на G такая, что g·φn − φn стремится к 0 в слабой топологии на L1(G).
- Критерий Рейтера. Для любого конечного (или компактного) подмножества F в G существует интегрируемая неотрицательная функция φ с интегралом 1 такая, что g·φ − φ является сколь угодно малой в L1(G) для любого g из F.
- Критерий Гликсберга — Райтера. Для любой f в L1(G), расстояние между 0 и замкнутой выпуклой оболочкой в L1(G) левых сдвигов f равно |∫f|.
- Критерий Фёлнера. Для каждого конечного (или компактного) подмножества F в G существует измеримое подмножество U в G с конечной положительной мерой Хаара такое, что значение {\displaystyle \mu (F\cdot U)/\mu (U)} сколь угодно близко к 1.
- Критерий Кестена. Левая свертка на L2(G) с симметричной вероятностной мерой на G дает оператор оператор нормы 1.
- Гомологический критерий Джонсона. Банахова алгебра А = L1(G) аменабельна как Банахова алгебра.

## Случай дискретных групп
Определение аменабельности проще в случае дискретной группы, то есть когда группа оснащена дискретной топологией.
Определение. Дискретная группа G аменабельна, если существует левоинвариантная конечно-аддитивная вероятностная мера μ на G.
Это определение эквивалентно определению в терминах L∞(G), данному выше.
Мера μ на G позволяет определить интеграл ограниченных функций на G. Для ограниченной функции f: G → R, интеграл
{\displaystyle \int \limits _{G}fd\mu }
определяется как в случае интеграла Лебега.
(Обратите внимание, что некоторые свойства интеграла Лебега не выполняются, так как наша мера только конечно-аддитивна.)
Если группа допускает левоинвариантную меру, то она также допускает би-инвариантную меру. Действительно, по левоинвариантной мере μ строится правоинвариантная мера μ−(A) = μ(A−1).
Эти две меры определяют би-инвариантную меру следующим образом:
{\displaystyle \nu (A)=\int _{g\in G}\mu \left(Ag^{-1}\right)\,d\mu ^{-}.}
Эквивалентные условия для аменабельных групп также становятся проще в случае счетной дискретной группы Γ .
Для такой группы следующие условия эквивалентны:
- Γ аменабельна.
- Существует левоинвариантный непрерывный функционал μ на ℓ∞(Γ) с μ(1) = 1.
- Существует множество вероятностных мер μn на Γ таких, что ||g · μn — μn||1 стремится к 0 для каждого g в Γ.
- Существуют единичные векторы хn в ℓ2(Γ) такие, что ||g · хn − хn||2 стремится к 0 для каждого g в Γ.
- Существуют конечные подмножества Sn из Γ такие, что |g · Sn Δ Sn| / |Sn| стремится к 0 для каждого g в Γ.
- Если μ является симметричной вероятностной мерой на Γ с системой образующих как носителем, то свёртка по μ определяет оператор нормы на 1 в ℓ2(Γ).
- Если Γ действует изометриями на сепарабельном банаховом пространстве Е, и f в ℓ∞(Γ, Е*) — ограниченный 1-коцикл, то есть f(g·h) = f(g) +g·f(h), тогда f — 1-кограница, то есть f(g) = g·φ − φ для некоторого φ в Е*.

## Свойства
- Замкнутая подгруппа аменабельной группы аменабельна.
- Факторгруппа аменабельной группы аменабельна.
- Расширение аменабельной группы аменабельно.
  - В частности, конечное прямое произведение аменабельных групп аменабельно. Тем не менее, бесконечное произведения не обязаны быть аменабельными.
- Прямые пределы аменабельных групп аменабельны.
  - В частности, если группа может быть записана в виде объединения возрастающей последовательности аменабельных подгрупп, то она аменабельна.
- Свойство аменабельности локально, то есть группа аменабельна тогда и только тогда, когда все её конечно-порождённые подгруппы аменабельны.

## Примеры
- Компактные группы аменабельны.
  - В частности, конечные группы аменабельны.
- Все разрешимые группы аменабельны. В частности,
  - все абелевы группы аменабельны.
  - группа целых чисел аменабельна.

Примеры выше называются элементарными аменабельными группами.
Они строятся из конечных и абелевых групп с помощью стандартного набора операций. Существование неэлементарных аменабельных групп гарантируется следующим примером.
- Конечно порожденные группы субэкспоненциального роста аменабельны.

## Контрпримеры
- Счётная дискретная группа, содержащая свободную подгруппу с двумя образующими, неаменабельна.
  - Обратное утверждение является гипотезой фон Неймана, она была опровергнута Ольшанским в 1980 году с помощью его монстров Тарского.
    - Адян впоследствии показал, что свободные бёрнсайдовы группы неаменабельны.
    - Эти группы конечно порождены, но не конечно представлены. В 2002 году Сапир и Ольшанский нашли примеры неаменабельных конечно представленных групп[4].

  - Для конечно порожденных линейных групп гипотеза фон Неймана верна по теореме Титса[5]: в каждой подгруппе GL(n, k) над полем k либо есть нормальная разрешимая подгруппа конечного индекса (и, следовательно, группа аменабельна), либо содержится свободная подгруппа с двумя образующими.

## Связанные свойства
- Свойство (T) Каждана[англ.] представляет собой, неформально говоря, полную противоположность аменабельности, за исключением случая компактных (в дискретном случае — конечных) групп[6].
- Софические группы[англ.] обобщают одновременно аменабельные и остаточно конечные группы; неформально говоря, софическая группа локально хорошо приближается конечной группой, ср. с критерием Фёлнера. На 2021 год неизвестно, включает ли этот класс все дискретные счётные группы[7][8].